# Evelyn Carow
Evelyn Carow (* 17. Dezember 1931 in Berlin) ist eine deutsche Filmeditorin. Sie war eine der bedeutendsten Schnittmeisterinnen der DDR. Zu ihren bekanntesten Filmwerken gehören Berlin – Ecke Schönhauser… (1957), Ich war neunzehn (1968), Die Legende von Paul und Paula (1973), und Solo Sunny (1980).

## Leben
Evelyn Carow war schon in ihrer Kindheit künstlerisch veranlagt. Sie sang im Kinderchor und spielte Theater. Früh begeisterte sie sich für den Film und begann 1949 eine Lehre in einem Kopierwerk. Nach der Fachausbildung und einer kurzzeitigen Anstellung 1952 in der Farblichtbestimmung wurde sie vom DEFA-Studio in Babelsberg als Schnittassistentin eingestellt. Ihre ersten Projekte waren stumme Lehrfilme für die Industrie. Ab September 1952 war sie dem Studio für populärwissenschaftliche Filme, Abteilung Lehrfilm zugeteilt. Hier lernte sie auch ihren späteren Ehemann kennen, den Regisseur Heiner Carow. Die Hochzeit fand 1954 statt.
Nach dem Zusammenschluss des Studios für populärwissenschaftliche Filme mit dem Bereich Lehrfilm wurde Carow Assistentin bei der Schnittmeisterin Putty E. Krafft. Als jüngste Mitarbeiterin des Studios wurde sie besonders gefördert und bestand im Dezember 1953 erfolgreich die Prüfung zur Schnittmeisterin. Bis 1956 arbeitete sie weiter an populärwissenschaftlichen Filmen. Im Sommer des Jahres wechselte Carow zum DEFA-Studio für Spielfilme, dem heutigen Studio Babelsberg, nachdem der Regisseur Gerhard Klein durch ihren effektreichen Dokumentarfilm Anziehendes auf sie aufmerksam wurde.
Ihre erste Arbeit im Spielfilmbereich war der Schnitt von Kleins bekanntem Berlinfilm Berlin – Ecke Schönhauser… (1957). Auch später arbeitete Carow noch mehrmals mit Klein zusammen. Schon früh im Projektablauf begann Carow eine enge Zusammenarbeit mit den Regisseuren, da sie ihre Arbeit als Teil einer Teamarbeit sah. Sie verstand sich immer als gleichberechtigte Partnerin auf Augenhöhe. Im Laufe der Zeit arbeitete Carow mit einem Großteil der bedeutendsten DEFA-Regisseure zusammen. Besonders hervorzuheben sind neben Klein die Zusammenarbeiten mit Konrad Wolf, Frank Beyer und ihrem Ehemann Heiner Carow, dessen einzige Schnittmeisterin sie war.
Carow montierte viele der bedeutendsten DEFA-Filme, von denen nicht wenige auch in Konflikt mit der Staatsführung der DDR gerieten. Den Film Die Russen kommen musste sie ein zweites Mal komplett neu schneiden, nachdem er kurz vor seiner Premiere 1968 verboten worden war. 1987 schaffte die neue Schnittfassung es schließlich in die DDR-Kinos.
Mit dem Ende der DEFA nach der politischen Wende kam auch das Ende der Karriere von Evelyn Carow. Sie gilt als eine der, wenn nicht sogar als die bedeutendste Filmeditorin in der Geschichte der DEFA. Insgesamt hat sie über 50 DEFA-Filme geschnitten. Im Filmmuseum Potsdam sind Fotos, Produktionsunterlagen, Korrespondenz, Mischpläne, Preise und Arbeitsgegenstände aus den Jahren 1971–1991 ihrer Karriere archiviert.
Evelyn Carow lebt im Haus der Familie in der Villenkolonie Neubabelsberg in Potsdam.

## Auszeichnungen
- 1980: Nationaler Filmpreis (Bester Schnitt) für Solo Sunny, Sabine Wulff und Bis daß der Tod euch scheidet auf dem Nationalen Spielfilmfestival der DDR
- 1985: Heinrich-Greif-Preis für ihre künstlerischen Leistungen
- 1988: Nationaler Filmpreis (Bester Schnitt) für Die Russen kommen auf dem Nationalen Spielfilmfestival der DDR
- 2005: Ehrenpreis bei Filmplus, Forum für Filmschnitt und Montagekunst für ihr Lebenswerk

## Filmografie

### Dokumentarische Kurzfilme
- 1955: Wohnkultur
- 1955: Martins Tagebuch
- 1955: Stadt an der Küste
- 1955: Anziehendes
- 1956: Wald und Wild
- 1956: Harzreise in unsere Tage
- 1956: Wasser vom Bodewerk
- 1956: Wenn Jan und Lenka Hochzeit machen

### Spielfilme
- 1957: Berlin – Ecke Schönhauser…
- 1958: Die Geschichte vom armen Hassan
- 1958: Tatort Berlin
- 1959: Brücke zwischen gestern und morgen (Fernsehfilm)
- 1959: Spuk in Villa Sonnenschein (Fernsehfilm)
- 1959: Eine alte Liebe
- 1960: Fünf Patronenhülsen
- 1961: Ein Sommertag macht keine Liebe
- 1961: Der Fall Gleiwitz
- 1963: Sonntagsfahrer
- 1965: Berlin um die Ecke
- 1965: Jeder hat seine Geschichte (Fernsehfilm)
- 1966/1971: Der verlorene Engel
- 1967: Kaule
- 1967: Geschichten jener Nacht (Episode 3)
- 1968: Ich war neunzehn
- 1968: Treffpunkt Genf
- 1968: Die Russen kommen
- 1970: Netzwerk
- 1971: Karriere
- 1972: Leichensache Zernik
- 1972: Die Ballade von der Geige, TV-Film
- 1973: Die Legende von Paul und Paula
- 1973: Die klugen Dinge, TV-Film
- 1974: Der nackte Mann auf dem Sportplatz
- 1974: Johannes Kepler
- 1975: Ikarus
- 1976: Das Licht auf dem Galgen
- 1977: Mama, ich lebe
- 1978: Eine Handvoll Hoffnung
- 1978: Sabine Wulff
- 1979: Bis daß der Tod euch scheidet
- 1980: Solo Sunny
- 1980: Pugowitza
- 1981: Die Stunde der Töchter
- 1982: Busch singt (TV-Doku)
- 1983: Olle Henry
- 1984: Wo andere schweigen
- 1985: Gritta von Rattenzuhausbeiuns
- 1986: So viele Träume
- 1987: Käthe Kollwitz – Bilder eines Lebens
- 1988: Das Herz des Piraten
- 1989: Treffen in Travers
- 1989: Coming Out
- 1991: Der Strass
- 1992: Miraculi
- 1992: Die Verfehlung
- 1993: Inge, April und Mai
- 1996: Fähre in den Tod